# 亞歷山德里夫卡 (納塔利涅市鎮)
49°13′34″N 35°29′58″E / 49.22611°N 35.49944°E
亞歷山德里夫卡（烏克蘭語：Олександрівка），是烏克蘭的村落，位於該國東部哈爾科夫州，由别列斯京区的納塔利涅市鎮負責管轄，始建於1905年，面積0.15平方公里，海拔高度137米，2001年人口35，人口密度每平方公里238.1人。